# Tadej Žagar-Knez
Tadej Žagar-Knez (* 12. August 1991) ist ein slowenischer Fußballspieler.

## Karriere
Žagar-Knez begann seine Karriere beim NK Šampion Celje. Ab 2009 spielte er für die erste Mannschaft von Šampion in der 3. SNL. Nach dem Aufstieg in die 2. SNL debütierte er in dieser im August 2011, als er am ersten Spieltag der Saison 2011/12 gegen Interblock Ljubljana in der Startelf stand.
Zur Saison 2012/13 wechselte er zum Erstligisten NK Aluminij. Sein Debüt in der 1. SNL gab er im Juli 2012, als er am zweiten Spieltag jener Saison gegen den NK Triglav Kranj in der Startelf stand.
Nach dem Abstieg von Aluminij aus der 1. SNL wechselte er im Sommer 2013 zum Erstligisten NK Celje. Zur Saison 2014/15 wechselte er nach Österreich zum Regionalligisten SAK Klagenfurt. Mit den Kärntnern stieg er zu Saisonende allerdings in die Landesliga ab.
Zur Saison 2016/17 kehrte er nach Slowenien zurück, wo er sich dem Drittligisten NK Nafta Lendava anschloss. Nach einem halben Jahr für Nafta kehrte er im Januar 2017 zum SAK Klagenfurt zurück. Im Sommer 2017 wechselte er zum Regionalligisten SK Austria Klagenfurt. Mit Austria Klagenfurt konnte er 2018 in die 2. Liga aufsteigen.
Nach dem Aufstieg wechselte er zur Saison 2018/19 zum Regionalligisten TuS Bad Gleichenberg.